# Fermi–Dirac-statistik

Fermi-Dirac-funktionens temperaturberoende

Fermi-Dirac-statistik, uppkallad efter fysikerna Enrico Fermi och Paul Dirac, är en sannolikhetsfördelning för ett stort antal identiska fermioner, med tillämpning inom främst fasta tillståndets fysik. Till skillnad från Bose–Einstein-statistik innebär Paulis uteslutningsprincip, att högst ett objekt får finnas i varje kvanttillstånd. Fördelningen kan tillämpas på exempelvis protoner, neutroner och elektroner. Fermi och Dirac härledde fördelningen oberoende av varandra 1926.
Den används främst för att beskriva elektroner i fasta kroppar tillhörande valens- och ledningsbanden, med energitillstånd som funktion av temperaturen. Sannolikheten n(ε) för att en fermion befinner sig i ett kvanttillstånd med energin ε vid temperaturen T kan tecknas
{\displaystyle n(\varepsilon )={1 \over {e^{(\varepsilon -\mu )/kT}+1}}}
där
{\displaystyle \ \varepsilon }   är den aktuella energinivån
{\displaystyle \ \mu }  är den kemiska potentialen
{\displaystyle \ k}   är Boltzmanns konstant
{\displaystyle \ T}  är temperaturen
Vid temperaturer nära absoluta nollpunkten är för varje energinivå {\displaystyle \ \varepsilon <\mu } sannolikheten nära 1 för att energinivån är besatt. Vid låga temperaturer ({\displaystyle kT\ll \mu }) är {\displaystyle \ \mu } lika med Ferminivån.